# Polygala pungens
Polygala pungens är en jungfrulinsväxtart som beskrevs av William John Burchell. Polygala pungens ingår i släktet jungfrulinssläktet, och familjen jungfrulinsväxter. Inga underarter finns listade i Catalogue of Life.